# Муари (Франция)
Муари́ (фр. Moiry) — коммуна во Франции, находится в регионе Шампань — Арденны. Департамент коммуны — Арденны. Входит в состав кантона Кариньян. Округ коммуны — Седан.
Код INSEE коммуны — 08293.
Коммуна расположена приблизительно в 230 км к востоку от Парижа, в 100 км северо-восточнее Шалон-ан-Шампани, в 45 км к юго-востоку от Шарлевиль-Мезьера.

## Население
Население коммуны на 2008 год составляло 187 человек.
| 1962 | 1968 | 1975 | 1982 | 1990 | 1999 | 2008 |
| ---- | ---- | ---- | ---- | ---- | ---- | ---- |
| 224  | 224  | 190  | 186  | 173  | 188  | 187  |

## Администрация
| Период | Период | Фамилия      | Партия | Должность |
| ------ | ------ | ------------ | ------ | --------- |
| 2001   | 2008   | Жаклин Пьер  |        |           |
| 2008   |        | Стефан Годле |        |           |

## Экономика
В 2007 году среди 111 человек в трудоспособном возрасте (15—64 лет) 74 были экономически активными, 37 — неактивными (показатель активности — 66,7 %, в 1999 году было 66,7 %). Из 74 активных работали 60 человек (37 мужчин и 23 женщины), безработных было 14 (7 мужчин и 7 женщин). Среди 37 неактивных 16 человек были учениками или студентами, 4 — пенсионерами, 17 были неактивными по другим причинам.

## Фотогалерея

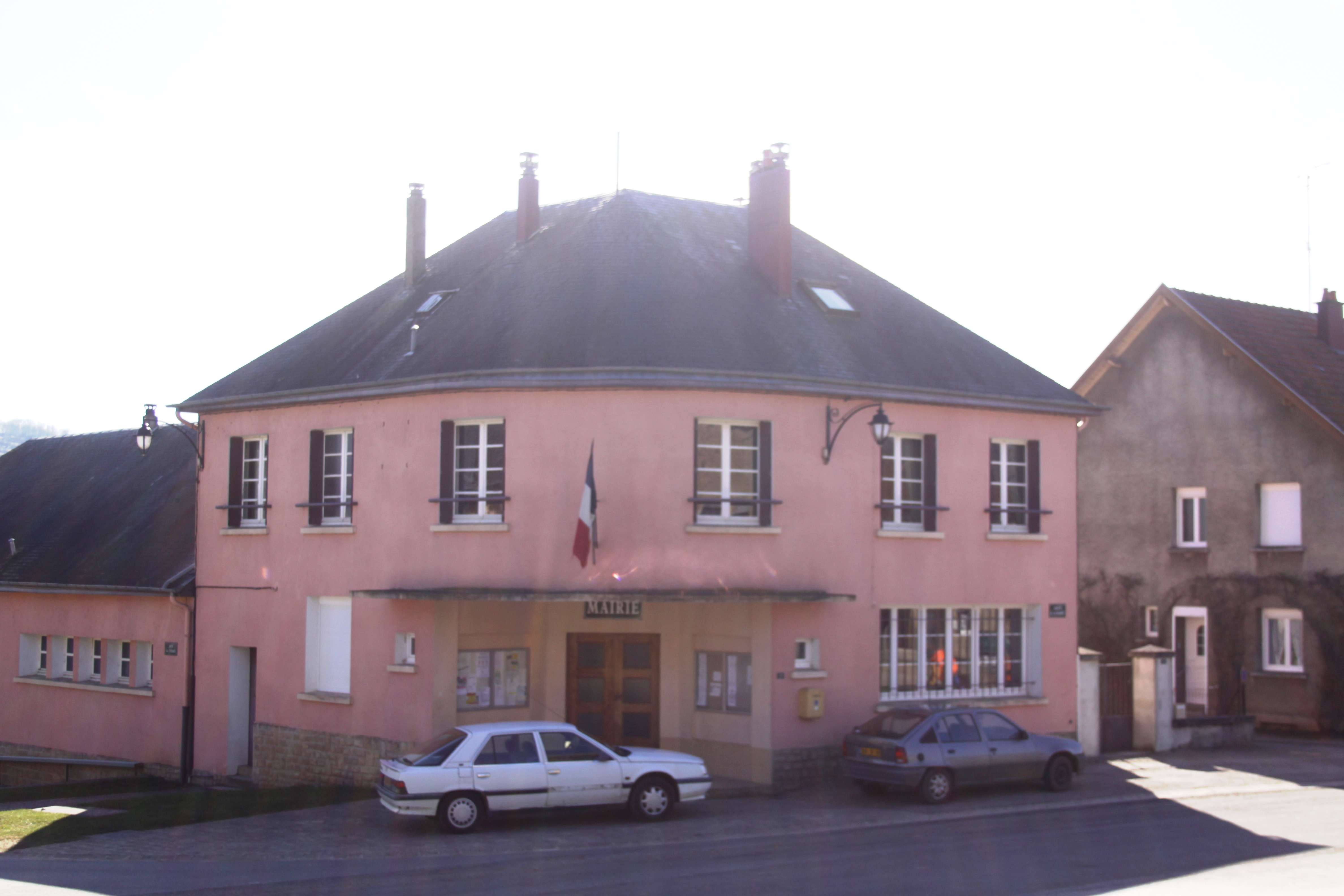
Мэрия
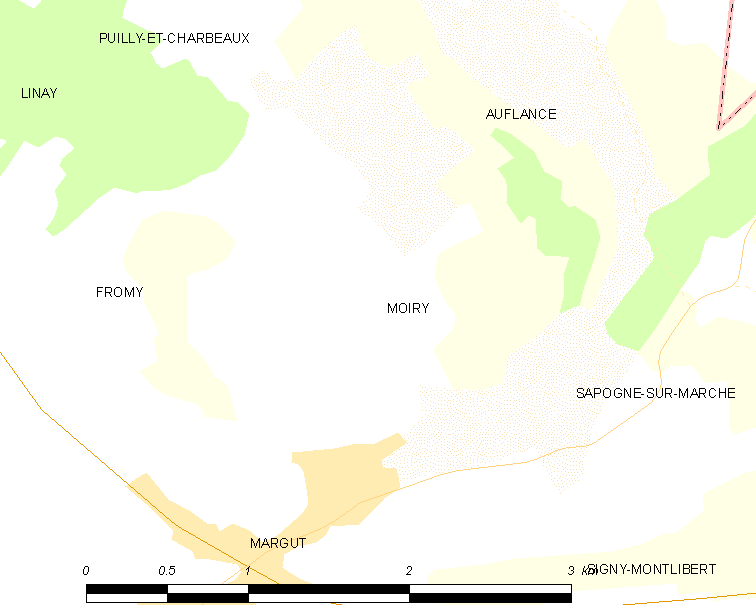
Карта коммуны